# Sevidentro
Sevidentro est une ancienne piève de Corse. Située dans l'ouest de l'île, elle relevait de la province de Vico sur le plan civil et du diocèse de Sagone sur le plan religieux.

## Géographie

Marignana centre de la pieve

Sevidentro (ou Seve Ingrentu tel qu'écrit dans le rapport de Monseigneur Mascardi en 1589, ou encore Sevedentro) était une pieve située dans l'évêché de Sagone. Son territoire correspond à peu de chose près à l'ancien canton d'Évisa.

### XVIesiècle
Au début du XVIe siècle, vers 1520, la pieve de Sevidentro avait pour lieux habités:
- le Cristinachie, Cristinacce
- Marignano, Marignana
- Evisa, Évisa
- Taxo, Tassu village ruiné à l'E-NE de Marignana, sur Cristinacce
- Laragio, l'Araghju village disparu, situé au nord de l'actuel village de Chidazzu,
- Chidazzu.

En 1589, Monseigneur Mascardi, visiteur apostolique avait dénombré 35 feux à Evisa, et 30 feux à Cristinacce et Marignana.
La pieve était ceinte par :
- au nord, la pieve de Sia,
- à l'est, la pieve de Niolo
- au sud, la pieve de Sorroingiù,
- à l'ouest, la pieve de Sevinfuori.

Les pièves limitrophes de Sevidentro sont :

### XVIIIesiècle
Au début du XVIIIe siècle, avant de devenir, en 1790, le canton d'Évisa, la pieve s'orthographie Sevidentro (ou Sevendentro ou encore Sevinentro).
« Sei Pievi, cioè Vico, Sorunzù, Sevinentro, Cruzini, e Siasalogna con 4000 e più abitanti formano questa Giurisditione. Dette pievi à risalva di quella di Vico sono quasi distrutte. Li suoi villaggi sono Otta, le Piane, e Paomia de Greci, hà il suo scalo nel principio del Golfo di Sagone, avendo annesso altro piccolo vilagio con chiesa dedicata à S.Martino la maggior parte però de Greci abitano in Paomia 450 abitanti fà la Pieve di Sevinentro formata da 5 ville : Eviza, Marignano, Chidazzo, Cristinaccie e Tasso. ».
Selon Francesco Maria Accinelli, elle comportait donc les lieux habités suivants : Évisa, Marignana, Chidazzu, Cristinacce et Tassu.

## Histoire

### Antiquité
En 591 le diocèse de Sagone auquel appartient l’actuel territoire cantonal, est confié par le pape au visiteur apostolique Léon, "évêque en Corse".

### Haut Moyen Âge
Rollandino, seigneur cinarchese descendant, selon la chronique, de Cinarco, ancêtre éponyme de ce clan seigneurial et fils du légendaire prince romain de la reconquête sur les Maures, Ugo Colonna. Il se fortifie au lieu-dit Ghjineparu, dans les Calanche de Piana, tandis que des nobles, encore inconnus, "barrent" l'éperon rocheux dominant la Spelunca, à Évisa.
Pour assurer la tranquillité de leur commerce, Pise et Gênes combattent les bases sarrasines qui restent en Corse en 1015 une fois la reconquête de la Corse achevée.
- 1077 Intervention du pape Grégoire VII qui réaffirme la suzeraineté de l'Église romaine sur la Corse. Le Souverain Pontife confie à Landolfe, évêque de Pise, et à ses successeurs, nommés vicaires apostoliques, le soin de remettre en ordre les affaires temporelles et spirituelles de l'île.
- 1092 - Le pape Urbain II nomme archevêque Daibertus évêque de Pise qui devient métropolitain-suzerain des 6 diocèses corses. Gênes obtient en 1133 du pape Innocent II ceux de Nebbio, Mariana, Accia, Pise conservant Sagone, Ajaccio et Aléria[4].
- 1268 - Sinucello Della Rocca, dit Giudice Della Rocca ou de Cinarca, est maître de la Corse (sauf Cap Corse et Bonifacio)
- 1347 - Gênes usurpe officiellement la Corse cédée par le Saint-Siège à l'Aragon en accord avec Pise en 1325.

Du IXe siècle au XVe siècle, la Corse se couvre d'environ 250 (dont 180 en Haute-Corse) églises romanes.
Sevenentro fait partie de la Terra dei Signori (Corse du Sud) opposée à la Terra dei Comune (entre Calvi, Miomo et Solenzara) et au Cap Corse, sous l'autorité religieuse du diocèse de Sagone.

### Bas Moyen Âge
- 1372 - L'Aragon réalisant ses droits sur la Corse, aide Arrigo Della Rocca, descendant de Giudice, comte de Corse. Gênes qui n'a plus que Calvi et Bonifacio, inféode l'île à des gentilshommes génois ; Arrigo s'entend d'abord avec eux pour fonder la société de la Maona et être gouverneur de La Rocca.
- Arrigo maître de presque toute la Corse durant 12 ans, est vaincu par Gênes en 1397.
- 1404 - Soutenu par l'Aragon, Vincentello d'Istria, neveu d'Arrigo, se fait proclamer comte de Corse en 1410, puis vice-roi en 1418, par le peuple, à Biguglia.
- 1453 - Gênes inféode la Corse à l'Office de Saint Georges (banque privée) qui massacre 22 seigneurs de Cinarca hostiles, expatrie de nombreux corses vidant le Niolo de tous ses habitants et le ruinant sans cesse de 1460 à 1530, car hostile à Gênes.
- 1455 - Les villages côtiers commencent à être abandonnés pour deux raisons : la malaria et les Barbaresques qui commencent à razzier les côtes (ils le feront durant environ 3 siècles).
- 1460 - Après avoir vaincu les feudataires une nouvelle fois insurgés contre son autorité, la Banque de Saint Georges ordonne le dépeuplement, parmi d'autres, des pièves de Sia et de Sevendentro, partisanes des seigneurs rebelles.

Un document de 1485 témoigne de l'occupation de la région. Dix-sept villae sont mentionnées. Cinq d'entre elles (Campo, la Piana, la Rimollaccia, Vistale, Revinda) appartiennent à la piève de Salogna ; cinq autres (Evisa, Lo Poggiolo, La Valle, Lo Tasso, Cristinacce) à celle de Sevendentro. Les habitats de Curzo, Vetrice, Pinito, Sia, Astica et Ota sont implantés sur celle de Sia alors qu'un seul lieu habité, Paomia, est signalé sur la paroisse du même nom.
Quatre pièvi, Paomia, Sia et Salogna (qui deviendront la pieve de Siasalogna) et Sevendentro, issues de la réforme ecclésiastique impulsée par Landolfe de Pise et ses successeurs métropolitains, constituent pendant plusieurs siècles, non seulement le cadre de la vie religieuse mais encore celui de la vie publique et sociale. Des travaux historiques mentionnent l'existence d'une cinquième piève, celle de Revinda, dont le territoire semble cependant avoir été rapidement intégré à celui de Salogna ainsi que le font apparaître des sources d'archives de la fin du XVe siècle.

### Temps modernes
Au XVIe siècle, la Corse est exposée au péril barbaresque. Les actes de piraterie turque se multiplient alors non seulement sur les côtes mais également à l'intérieur des terres. « Mentionnons aussi les dommages occasionnés à la piève de Sevendentro, notamment le pillage d'Evisa en 1550, avec prise de quatre-vingts esclaves -soit la moitié de la population de 1537- ou encore les ravages effectués par les "infidèles" en 1564, lors de l'échec de l’expédition menée contre Chidazzo et Marignana, au lendemain de leur débarquement par surprise sur la plage de Chiuni, dans la piève de Salogna ».
- 1530 : l'évêque de Nebbio, Monseigneur Giustiniani, dans sa "Description de la Corse", précise que 168 feux répartis en six établissements (Arragio, Evisa, Cristinacce, Lo Tasso, Marignana et Chidazzo) étaient dénombrés dans la piève de Sevendentro.
- 1569 : Gênes dote l'île de "Statuts civils et criminels" (en vigueur presque jusqu'en 1789) et se concilie les gros propriétaires fonciers en rétablissant l'ancien régime de la taille.
- 1583 à 1590 : famine et misère en Corse: les Barbaresques razzient toutes les côtes de l'île (180 personnes enlevées à Arbellara, 76 villages sont ruinés ou abandonnés en Corse-du-Sud, 21 en Haute-Corse).

À la fin du XVIIe siècle, les pièves de Sia et de Sevendentro témoignent également d'un espace réaménagé au sein duquel le village devient la structure dominante. Les communautés d'Ota, de Cristinacce et Tasso, d'Evisa, de Marignana et Chidazzo, désormais stabilisées, affirment leur identité au sein de finages individualisés.
- 1764 - La Corse-du-Sud se rallie à Paoli
- 1791 - Paoli transfère à Corte la préfecture et l'évêché de Corse.
- À partir de 1830 les cantons ne portent plus les noms des anciennes pièves mais ceux des chefs-lieux.

## La pieve civile
Sur le plan civile, la pieve de Sevenentro était située dans le ressort de la juridiction de Vico.
Au début du XVIIIe siècle, avant les événements qui, dès 1729, agitèrent cette région pendant la grande révolte des Corses contre Gênes, l’abbé Francesco Maria Accinelli à qui Gênes avait demandé d'établir à des fins militaires une estimation des populations à partir des registres paroissiaux, avait rapporté (texte en italien) :
« Giuridizione di Vico (« di là da monti ») : 
- Pieve di Vico : Vico 306. Alberi 114. Poggio d’Alberi 56. Pieve 57. Nessa 103. Chigliani 53. Albrecciani 84. Balogna 134. Cerasa, Chimiglia, e Renno 70. Murzo, Porta, Carcheto di Letia 86. Piana, e Carogna 128.
- Pieve di Sorunzù : Socia 118. Orto 114. Guagno 123. Poggiolo 62.
- Pieve di Sevinentro : Evisa 208. Marignana 117. Ghidazzo 32.
- Pieve di Crozini : Salice 86. Rosatia 64.
- Capella di Coggia : Coggia, Casanova, e Cesari 409.
- Pieve di Siasalogna distrutta : Otta 76. Piane 187. Paomia de Greci 626. »

soit 3 989 habitants
Après la Révolution, la pieve de Sevidentro devient le canton d'Évisa, dans le département du Liamone.

## La piévanie
Sur le plan religieux, la pieve de Sevenentro relevait de l'autorité du diocèse de Sagone, Calvi en étant le siège entre 1576 et 1790.
« Il Vescovo di Sagone hà 500 ducati di redito che appena sono scudi 600 ò sia L.7000 circa, et hà la cura di 10 pievi, cioè Pino, Olmi, in Balagna, Vico, Siasalogna, Paomia, Ginerca, Sorunzù, Crozini, e Sorunzù di sotto, cioè Sevinentro. Contiene la sua diocesi 40 parochie risiede il Vescouo al presente in Calvi in una pro-Cattedrale : cosi dichiarata da Papa Urbano VIII. Porta la Cattedrale di Sagone il titolo di S.Gio : B.a. Le altre parochie sono 55 parte nella Balagna e parte « di là da monti » in la pieve di Vico, e confinanti di Celavo, e Cauro, et altre. ».
La communauté de Marignana était le centre de la pieve.

### Église Saint Jean-Baptiste
L'église Saint Jean-Baptiste à Marignana est dite église piévane Saint Jean de Sevenentro. Elle fut l'église principale de la pieve de Sevendentro pendant le Moyen Âge. L'édifice « situé en un lieu montueux et champêtre, distant de plusieurs milles des habitations » comme l'indique, en 1589, le rapport de visite de Monseigneur Mascardi, visiteur apostolique, est un édifice modeste, « dépourvu de tout ». À la fin du XVIe siècle, on y célèbre la messe, les jours de fête. Au XVIIe siècle, l'église est désaffectée et ses revenus rattachés à un canonicat de l'évêché de Sagone. Elle est entièrement détruite. Elle est reprise à l'Inventaire général du patrimoine culturel.
L'église paroissiale qui était dédiée à saint Jean-Baptiste, avait été construite au XIIe siècle, en pleine période de l'épanouissement de l'art roman.
Elle avait pour annexe jusqu'à la fin du XVIe siècle, l'église Saint Nicolas de Chidazzu qui se situe à 200 m du village. Elle est également reprise à l'Inventaire général du patrimoine culturel.